# Haplocarpha schimperi
Haplocarpha schimperi là một loài thực vật có hoa trong họ Cúc. Loài này được (Sch.Bip.) Beauverd mô tả khoa học đầu tiên năm 1915.